# Guraghe
Guraghe è una delle zone amministrative in cui è suddivisa la Regione delle Nazioni, Nazionalità e Popoli del Sud in Etiopia.

## Woreda
La zona è composta da 20 woreda:
1. Abeshege
2. Bui town
3. Butajira town
4. Cheha
5. Debub Sodo
6. Emdebir town
7. Endiguagn
8. Enemor Ener
9. Enor Ener
10. Ezha
11. Gedebano Gutazer Welene
12. Geta
13. Gumer
14. Kebena
15. Mareko
16. Meskan
17. Misrak Meskan
18. Muhur Na Aklil
19. Sodo
20. Welkite town